# Pfaffenwert
Das Gebiet Pfaffenwert ist ein mit Verordnung vom 12. November 1982 durch das Regierungspräsidium Tübingen ausgewiesenes Naturschutzgebiet im Alb-Donau-Kreis.

## Lage
Das Naturschutzgebiet Pfaffenwert liegt östlich Ehinger Stadtteils Dintenhofen rechts der Donau im Naturraum Hügelland der unteren Riß. Das Schutzgebiet umfasst einen Altarm der Donau und einen Baggersee. Das Naturschutzgebiet ist Bestandteil des FFH-Gebiets Donau zwischen Munderkingen und Ulm und nördliche Iller.

## Schutzzweck
Wesentlicher Schutzzweck ist laut Schutzgebietsverordnung „die Erhaltung des Altwassers und des rekultivierten Baggersees als Feuchtgebiet zur Förderung der darauf angewiesenen seltenen Pflanzen- und Tiergesellschaften, insbesondere der durchziehenden Vogelarten.“